# 27551 Pelayo
27551 Pelayo è un asteroide della fascia principale. Scoperto nel 2000, presenta un'orbita caratterizzata da un semiasse maggiore pari a 2,5791590 UA e da un'eccentricità di 0,0418593, inclinata di 2,37699° rispetto all'eclittica.